# (73480) 2002 PN34
2002 بي أن 34 (ويعرف أيضًا باسم (73480) 2002 بي أن 34 وفق تسمية الكوكب الصغير) (بالإنجليزية: 2002 PN34)‏ هو كويكب ضمن حزام الكويكبات؛ وترتيبه 73480 من حيث الاكتشاف.
اكتُشف هذا الجُرم الفلكي بواسطة تعقب الأجرام القريبة من الأرض في 6 أغسطس 2002.

## وصلات خارجية
- (73480) 2002 PN34 في قاعدة بيانات مختبر الدفع النفاث لأجرام النظام الشمسي الصغيرة

- الاكتشاف · مخطط المدار ·  العناصر المدارية · المعلمات المادية

- (73480) 2002 PN34 على موقع ويكي سكاي: DSS2, SDSS, GALEX, IRAS, Hydrogen α, X-Ray, Astrophoto, Sky Map, Articles and images